# Beknaz Almazbekov
Beknaz Almazbekov (in kirghiso Бекназ Алмазбеков?; Biškek, 23 giugno 2005) è un calciatore kirghiso, attaccante del Ruch L'viv e della nazionale kirghisa.

## Caratteristiche tecniche
Nel 2022 è stato inserito nella lista "Next Generation" dei sessanta migliori talenti nati nel 2005, redatta dal quotidiano inglese The Guardian.

## Carriera

### Club
Nato in Kirghizistan, si è trasferito in Turchia da bambino, poiché suo fratello aveva ricevuto un'offerta per studiare in un'università lì. Ha iniziato a giocare nelle giovanili dell'Alga Biškek ed è entrato a far parte del settore giovanile del Galatasaray poco dopo il suo arrivo in Turchia. Poiché all'epoca aveva meno di 18 anni, è stato al centro di un caso di indagine da parte della UEFA che, alla fine, si è risolto in un nulla di fatto, dal momento che non si era trasferito in Turchia per scopi esclusivamente legati al calcio.
Nel 2019, durante una partita con le giovanili del Galatasaray, ha sbagliato un rigore che secondo lui l'arbitro aveva ingiustamente assegnato alla sua squadra, la notizia è stata ripresa dai giornali di tutto il mondo. L'anno successivo, a seguito delle sue buone prestazioni nelle giovanili del Galatasaray, è stato nominato dall'AFC come uno dei migliori giovani giocatori dell'Asia centrale.
Nel febbraio del 2022 è stato promosso in prima squadra all'età di 16 anni. Ha fatto il suo debutto in prima squadra in un'amichevole persa per 3-1 contro la Dinamo Kiev, come parte del Global Tour for Peace, subentrando ad Emre Kılınç.

### Nazionale
Nel maggio 2022 è stato convocato dal Kirghizistan per gli incontri di qualificazione alla Coppa d'Asia 2023.

## Statistiche

### Cronologia presenze e reti in nazionale
| Cronologia completa delle presenze e delle reti in nazionale ― Kirghizistan | Cronologia completa delle presenze e delle reti in nazionale ― Kirghizistan | Cronologia completa delle presenze e delle reti in nazionale ― Kirghizistan | Cronologia completa delle presenze e delle reti in nazionale ― Kirghizistan | Cronologia completa delle presenze e delle reti in nazionale ― Kirghizistan | Cronologia completa delle presenze e delle reti in nazionale ― Kirghizistan | Cronologia completa delle presenze e delle reti in nazionale ― Kirghizistan | Cronologia completa delle presenze e delle reti in nazionale ― Kirghizistan |
| Data                                                                        | Città                                                                       | In casa                                                                     | Risultato                                                                   | Ospiti                                                                      | Competizione                                                                | Reti                                                                        | Note                                                                        |
| --------------------------------------------------------------------------- | --------------------------------------------------------------------------- | --------------------------------------------------------------------------- | --------------------------------------------------------------------------- | --------------------------------------------------------------------------- | --------------------------------------------------------------------------- | --------------------------------------------------------------------------- | --------------------------------------------------------------------------- |
| 11-6-2022                                                                   | Biškek                                                                      | Birmania                                                                    | 0 – 2                                                                       | Kirghizistan                                                                | Qual. Coppa d'Asia 2023                                                     | -                                                                           | 74’                                                                         |
| Totale                                                                      |                                                                             | Presenze                                                                    | 1                                                                           |                                                                             | Reti                                                                        | 0                                                                           |                                                                             |